# Sidur
El Sidur (en hebreu: סידור) és el llibre d'oracions diàries (tefilà-tefilot) de la religió jueva, el seu objectiu és introduir un ordre (סדר - seder i d'aquí sidur) en els resos. Existeixen diferents tipus de sidurim (סידורים - plural de sidur), tant en la tradició asquenazita com en la sefardita, i basen els seus resos tant en la Torà, que dona pocs detalls en relació amb aquesta pràctica, com en les tradicions recollides en el Talmud babilònic, un llibre que parla amb més detall sobre el tema.
Un Sidur conté totes les pregàries necessàries per poder efectuar els tres serveis litúrgics diaris, així com les oracions específiques pel Shabat (שבת) i les altres commemoracions religioses i civils, com és el cas del Yom ha-Atsmaüt, el dia de la independència d'Israel. Per a altres festivitats jueves, com el Roix ha-Xanà (רוש השנה), el Yom Kipur (יום כיפור) etc, se sol fer servir el Majzor (מחזור) en lloc del Sidur.
Els resos són originalment en idioma hebreu, encara que hi ha nombroses edicions bilingües o traduïdes a altres llengües.

## Orígens
En el ritu hebreu, l'acció de resar a Déu apareix recomanada ja des de la Torà (Serviràs a l'Etern el teu Déu amb tot el teu cor i amb tota la teva ànima. Segons la tradició, servir a Déu "amb el cor" és el manament positiu de resar. De totes maneres, en la Bíblia no hi ha moltes especificacions, deixant la pregària al criteri individual dels fidels. En la Torà es prescriuen tres fórmules: les benediccions dels sacerdots, l'acció de gràcies a l'oferir les primícies i l'oració en oferir el segon delme. També pot considerar-se que el rés es basa en Salms quan el Rei David canta que Tard i matí i al migdia oraré i clamaré i Ell sentirà la meva veu.
A part d'aquests resos organitzats, en èpoques bíbliques, l'oració està descrita en la Torà com una acció individual que es feia quan se sentia la necessitat de fer-ho, com per exemple Moisés o el Rei David.
El Talmud atribueix, finalment, la institució dels resos diaris a Esdres l'Escriba i als integrants de la Gran Assemblea, els quals van reorganitzar la vida jueva després de l'exili de Babilònia.

### Primerssidurim
Els sidurim actuals tenen, amb lleugeres variacions, una antiguitat comprovada de 10 segles. El primer intent d'organització de les oracions va ser del Gueonim Natronai de l'Acadèmia de Sura (Babilònia), al segle xi, i titulat Pixa Bejarot (cent benediccions), un Seder (ordre d'oracions diàries), que actualment s'ha perdut i del que només existeixen referències per les seves cites en obres posteriors. El seu deixeble, el rabí Amram Gaón també va escriure un Sidur, més complet, el qual encara es conserva.
El rabí Saadia Gaon (892, 943), també de l'Acadèmia de Sura, també va escriure un Sidur, el qual conté una sèrie de resos, les seves lleis, i poesies sagrades.
Shlomo Yitzchaki (1040, 1105), més conegut pel seu àlies Raixí, va ser el cap de l'Acadèmia de Troyes a França, i el més important comentarista de la Bíblia, també és autor d'un Sidur, el qual conté ordre, lleis, i textos de les oracions.
Maimònides (1135, 1206), qui va ser el cap de la comunitat jueva del Caire, també va escriure, en la primera part de la seva obra Mixné Torà, també coneguda com a Yad Chazakah (la mà forta), una sèrie de resos típics per a tot l'any.

### Sidurimsegons el ritu sefardita i asquenazita
Existeixen sidurim punt en el ritu asquenazita com en el sefardita. Els primers tenen el seu origen en les oracions de les recopilacions de Raixí i de Simchà de Vitry, mentre que les segones en l'obra dels rabins Natronai, Amram, Saadia, i Maimònides (Rambam).